# Homalometopus castaneus
Homalometopus castaneus är en tvåvingeart som beskrevs av Wayne N. Mathis 1984. Homalometopus castaneus ingår i släktet Homalometopus och familjen vattenflugor.
Artens utbredningsområde är Israel. Inga underarter finns listade i Catalogue of Life.